# Марджанишвили, Константин Александрович
Константи́н Алекса́ндрович Марджанишви́ли (груз. კონსტანტინე [კოტე] ალექსანდრეს ძე მარჯანიშვილი; Котэ Марджанишвили; в Российской империи также Константи́н Марджа́нов; 28 мая (9 июня) 1872, Кварели, Телавский уезд, Тифлисская губерния, Российская империя — 17 апреля 1933, Москва, СССР) — грузинский, российский и советский режиссёр театра и кино, основоположник грузинского театра, Народный артист Грузинской ССР (1931).

## Биография
Котэ Марджанишвили родился в местечке Кварели (ныне город в Грузии).
Сценическую деятельность начал в 1893 году как актёр Кутаисского театра. В 1894 году в Тифлисе дебютировал в роли царя Ираклия II в пьесе «Патара Кахи» Акакия Церетели.
С 1897 года служил в русских театрах. В 1901 году на сцене Вятского театра поставил свой первый спектакль — «Дядю Ваню» А. П. Чехова.

### Московский Художественный театр
В 1910—1913 годах работал в Московском Художественном театре, с которым его сближали принципы высокой идейности репертуара, реализма в актёрском искусстве. В МХТ Марджанишвили поставил спектакли «У жизни в лапах» Гамсуна (1911), «Пер Гюнт» Ибсена (1912), принимал участие в создании «Братьев Карамазовых» по Достоевскому (1910).

### Свободный театр

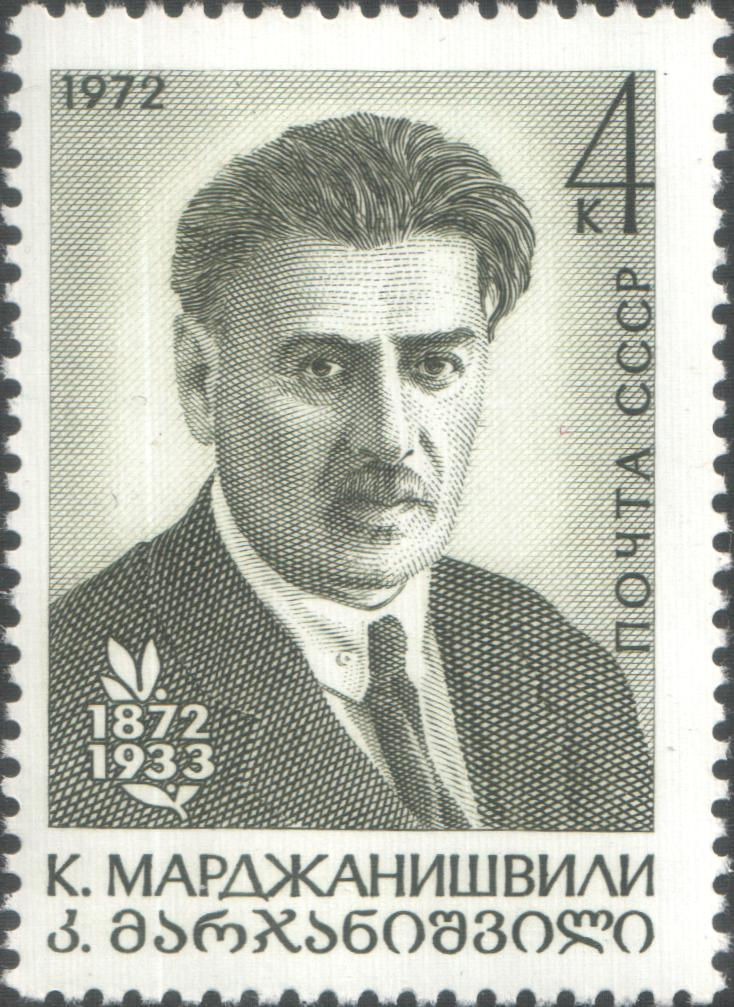
Почтовая марка СССР, 1972 год

Время после первой русской революции было для российской культуры временем поиска новых форм работы, интересных экспериментов и открытий, которые официозные советские критики нередко третировали как «формализм».
Этот процесс не оставил в стороне и Марджанишвили, который стремился осуществить идею синтетического театрального искусства и воспитать разносторонних актёров, выступающих в опере, оперетте, драме и пантомиме. Видимо, в это время оформилось и стремление к большей зрелищности, приподнятости и вдохновенности театрального искусства. В 1910-х годах возникает форма драматической пантомимы, на что Марджанишвили откликнулся постановкой пантомимы «Слезы».
В 1913 году в Москве Марджанишвили с антрепренёром В. В. Суходольским создал Свободный театр, который просуществовав всего один сезон, но был настолько ярким явлением в театральной жизни, что прочно вписался в историю русского театра. Театр был задуман как синтетический, охватывающий все виды сценического искусства.
В труппу театра входили актёры А. Г. Коонен, О. А. Голубева, Н. Ф. Монахов, Н. П. Асланов. В театре в то время работали художники К. А. Сомов, В. А. Симов, А. А. Арапов. На сцене этого театра Марджанишвили поставил «Прекрасную Елену» Оффенбаха. Он руководил также постановкой и других спектаклей. В Свободном театре начал свой творческий путь выдающийся режиссёр Александр Яковлевич Таиров, где он поставил спектакль «Жёлтая кофта» Хезельтона-Фюрста (1913) и пантомиму «Покрывало Пьеретты» Шницлера (музыка Донаньи, 1913). В театре работал и выдающийся режиссёр Александр Акимович Санин. Значительным событием культурной жизни стала осуществленная им постановка 8 октября 1913 года неоконченной М. П. Мусоргским комедийной оперы «Сорочинская ярмарка» (либретто композитора при участии А. А. Голенищева-Кутузова, по повести Н. В. Гоголя. Музыкальный материал в редакции А. К. Лядова, В. Г. Каратыгина и Н. А. Римского-Корсакова («Ночь на Лысой горе») частично досочинён и доинструментован Ю. С. Сахновским.) В спектакль были вмонтированы куски гоголевского текста. Дирижировал — Сараджев, Константин Соломонович, который в это время заведовал музыкальной частью «Свободного театра». Художник — В. А. Симов. Роли исполняли Хивря — Макарова-Шевченко, Парася — Милявская, Попович — Монахов, Черевик — Дракули, Грицько — Каратов.
Финансовые обстоятельства и конфликт Марджанишвили с антрепренёром В. В. Суходольским привели к закрытию «Свободного театра», просуществовавшего в результате всего один театральный сезон (с 21 октября 1913 по 2 (15) мая 1914).

### После закрытия Свободного театра
Марджанишвили руководил театром в Ростове-на-Дону (1914—1915), затем театром «Буфф» в Петрограде (1916—1917), и в одном, и другом случаях стремясь осуществить свою идею о театре-празднике.
Октябрьскую революцию Марджанишвили принял восторженно. Одним из первых он встал в ряды создателей советского театра. В 1918 году в Петрограде, в Летнем театре «Пассаж», им была поставлена оперетта Ф. Легара «Граф Люксембург» (дирижёр Варлих, в которой участвовали Мария Кузнецова-Бенуа, Поземковская, Зброжек-Пашковская, Николай Радошанский, Ярон).

### Киев
В 1919 году К. Марджанишвили был назначен комиссаром киевских театров. Здесь он осуществил постановку пьесы Лопе де Вега «Fuente ovejuna» («Овечий источник»), в которой нашли воплощение героика и пафос революционной эпохи. Персонажи классических пьес осмысливались в этих спектаклях по-новому, они оказывались близкими зрителю своим героизмом, бунтарским протестом, готовностью к борьбе во имя больших идей. Героическую роль Лауренсии исполняла В. Л. Юренева. Спектакль был горячо воспринят красноармейцами и рабочими — зрителями революционного Киева. В 1922 году Марджанишвили вернулся к постановке этой пьесы в Тбилиси, на сцене Театра им. Руставели.
В 1919 году в Киеве им поставлена пьеса «Стенька Разин» поэта и драматурга В. В. Каменского.
Во время пребывания в Киеве К. А. Марджанишвили преподавал в еврейской театральной студии, созданной в 1919 году при Киевской «Культурлиге». В ней, в частности, у Марджанишвили учился Наум Борисович Лойтер, режиссёр, заслуженный деятель искусств Белорусской ССР.
В 1919 году Марджанишвили совместно с Ю. Озаровским и Ф. Н. Курихиным организовал в Киеве театр эстрады «Кривой Джимми».

### Петроград
Новые монументальные формы народного массового празднества возникли после Октябрьской революции. В июле 1920 года в Петрограде под его руководством с участием режиссёров Н. В. Петрова, С. Э. Радлова, А. И. Пиотровского и художника Н. И. Альтмана была осуществлена масштабная, эффектная постановка «К мировой коммуне». В инсценировке, поставленной на портале Фондовой биржи, приняли участие 4 тысячи рабочих и красноармейцев, а число зрителей достигло 45 тысяч.
Государственный театр комической оперы под руководством К. А. Марджанишвили создан в июне 1920 в Петрограде. Спектакли проходили в зданиях театров Летний «Буфф» на Фонтанке и «Палас-театр». Театр был задуман как музыкально-экспериментальный и стал осуществлять постановки не только комических опер, но и оперетт и драматических спектаклей. На открытии 5 июня 1920 года в Петрограде была поставлена опера Г. Доницетти «Дон Паскуале» («Don Pasquale»).
В труппе тетра участвовали актёры драмы Е. П. Корчагина-Александровская, Б. А. Горин-Горяинов; артисты оперы А. Б. Тер-Даниельянц, М. И. Осолодкин; артисты балета — Е. В. Лопухова, А. А. Орлов; оперетты — Н. И. Тамара, М. А. Ростовцев, Г. М. Ярон, А. Н. Феона; артисты оперетты и эстрады А. А. Орлов, И. С. Гурко.
Режиссёром, кроме К. А. Марджанишвили, был Г. К. Крыжицкий; дирижёры Г. Варлих, В. С. Маратов; художник Н. А. Ушин, А. А. Радаков. При театре функционировали сатирическое кабаре «Хромой Джо» и драматическая студия «Рабочий театр». В 1921 году театр был закрыт.

### В Грузии
В 1922 году Марджанишвили вернулся в Грузию и включился в активную работу по созданию грузинского советского театра. Театральная энциклопедия назвала его основоположником и реформатором советского грузинского театра. В грузинском театре в конце XIX — начале XX веков шли сложные и противоречивые процессы становления. Тифлис при царской власти стал не только административным, но и культурным центром Закавказья, в нём развивался не только грузинский, но и армянский, азербайджанский и осетинский  национальные театры. В городе был зритель, нуждавшийся в зрелищах. Однако театральные труппы, частные антрепризы без материальной поддержки со стороны государства, или разорялись или были вынуждены ориентироваться на финансовый успех. Как результат, не был развит национальный репертуар, как драматический, так и музыкальный. С образованием независимого государства становление национального театра стало осознанной обществом необходимостью. В 1919 году в Тбилисском оперном театре были поставлены национальные оперы.
С установлением Советской власти в Грузии линия на развитие национального театра была продолжена. Другой стороной официального курса в области политики был интернационализм и поддержка течений в мировой культуре, признанных передовыми. Именно в этот момент в Грузии появился Марджанишвили. Художник широких взглядов, высоко профессиональный и разносторонний мастер, он легко включился в уже шедшую работу по созданию национального репертуара, хотя до этого, работая в России, он не участвовал в становлении грузинского театра. Особенно важной была его вовлеченность во всемирные культурные процессы. Его творческое кредо — искусство «должно быть так же велико, как велика наша современность» — ставило перед театром высокие цели.
Сразу после приезда Марджанишвили поставил на сцене театра им. Руставели пьесу Лопе де Вега «Фуэнте овехуна» (1922), уже апробированную в Киеве и Петрограде. Спектакль сыграл важную роль в идейном обновлении грузинского театра. Пьеса Лопе де Вега трактовалась Марджанишвили как революционный, героический спектакль о борьбе крестьян с феодалами. В нём сочеталось героическое и праздничное, раскрывалось пробуждение народа к жизни. Спектакль служил образцом того, как классическая драматургия может служить решению задач революционной эпохи.
За этим спектаклем последовали основные спектакли из органичного национального репертуара «Затмение солнца в Грузии» Зураба Антонова (1923), в котором воссоздавались яркие реалистические картины жизни старого Тифлиса и обличительно острый «Раздел» Г. Эристави (1923). В следующем, 1924 году Марджанишвили обращается к шедеврам мировой драматургии, поставив комедии Мольера «Мещанин во дворянстве» и Шекспира «Виндзорские кумушки», а вслед за этим и «Гамлета». Многие постановки он осуществил совместно с А. Ахметели.
Свидетельством неустанного поиска новых средств театральной выразительности может служить постановка пантомимы «Мзетамзе» (1926). Среди нереализованных замыслов этих лет — намерение поставить на открытом воздухе на горном плато «Мистерию-буфф» В. Маяковского.
В то время в театре имени Руставели под одной крышей собрались много значительных мастеров с различными взглядами на искусство. Стремясь разрубить узел накопившихся противоречий, в 1928 году Марджанишвили уходит из театра и создаёт новый театр в городе Кутаиси, при создании он получил название 2-го Государственного театра Грузии. Уже в 1930 году театр был переведён в Тбилиси. В 1933 году, после смерти Марджанишвили, театр получил его имя.

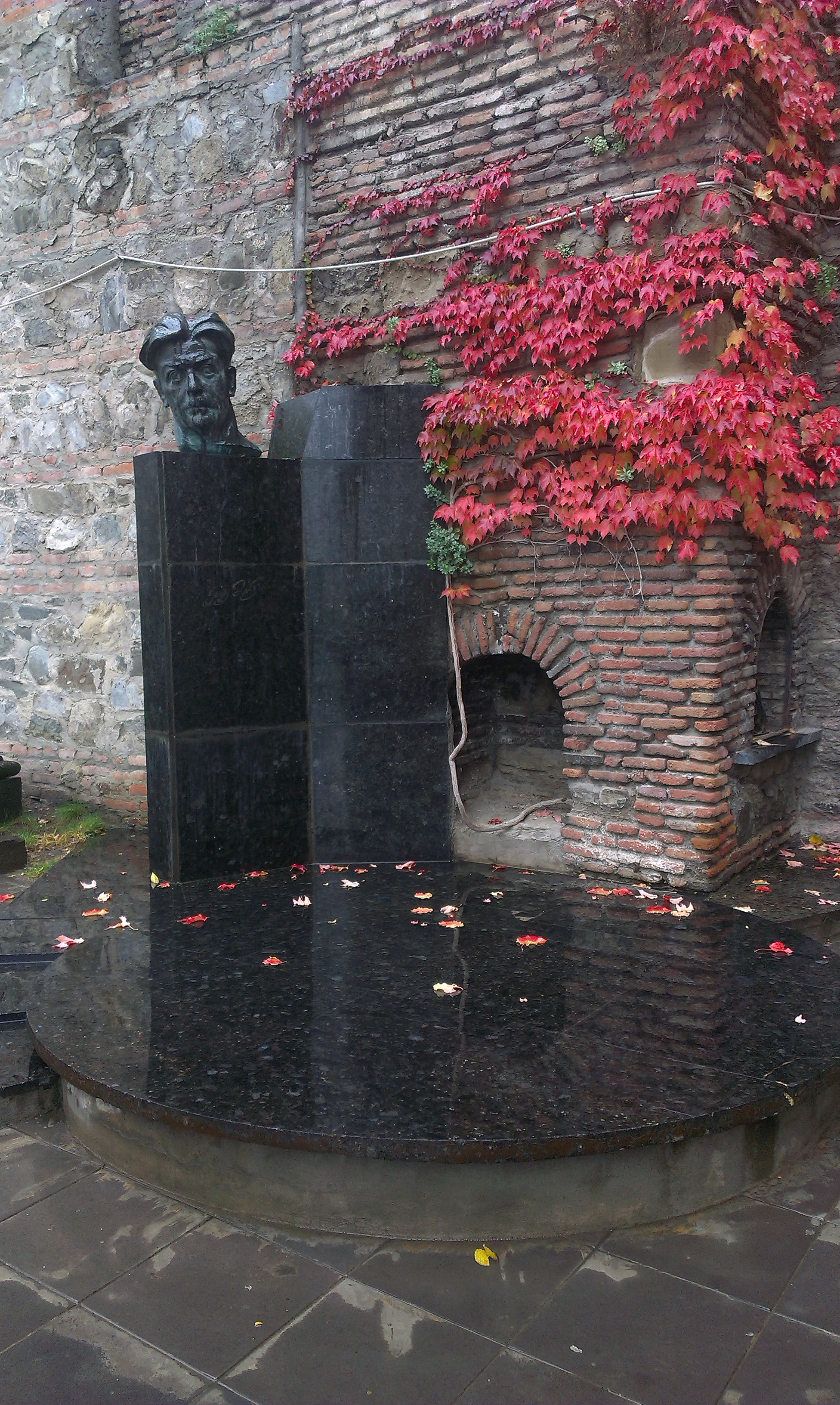
Могила Марджанишвили в пантеоне Мтацминда

Котэ Марджанишвили скоропостижно скончался 17 апреля 1933 года в Москве, куда был приглашён ставить спектакли «Дон Карлос» по Шиллеру в Малом театре и «Летучую мышь» Оффенбаха в Московском театре оперетты. Он был похоронен в Тбилиси в сквере около Оперного театра. В 1964 году перезахоронен в пантеоне Мтацминда.

## Семья
- Родители — Александр и Елизавета Марджанишвили.
- Сестра — схиигумения Фамарь (в миру Тамара Марджанишвили, 1869—1936), канонизирована.
- Супруга — Надежда Дмитриевна, внучка прославленного актёра В. И. Живокини, дочь — Д. В. Живокини[4].
  - Сын — Марджанишвили, Константин Константинович (1903—1981) — математик, академик АН СССР.

## Творчество

### Роли в театре
- «Патара Кахи» Акакия Церетели — Патара Кахи (в переводе «Маленький Кахи»)

### Постановки в театре

#### В Киеве (1919)
- 1919 — «Фуэнте овехуна» Лопе де Вега,
- 1919 — «Стенька Разин» В. В. Каменского.

#### Постановки театра комической оперы в Петрограде (1920-1921)
- 1920 — «Дон Паскуале» Доницетти,
- 1920 — «Тайный брак» комическая опера Д.Чимарозы (либретто Дж. Бертати по комедии Д. Гаррика и Дж. Колмена-старшего),
- 1920 — «Похищение из сераля» опера (зингшпиль) В.А Моцарта (художник — Радаков; Констанца — Тер-Даниелянц, Главный надсмотрщик гарема — Ростовцев),
- 1920 — «Так поступают все» опера В.А Моцарта,
- 1920 — «Бронзовый конь» Д. Обера,
- 1921 — «Игра интересов» Бенавенте,
- 1921 — «Гейша» С. Джонса,
- 1921 — «Птички певчие» («Перикола» Ж. Оффенбаха,
- 1921 — «Мещанин во дворянстве» пьеса Ж. Б.Мольера.

#### ВТбилисском театре им. Ш. Руставели(1922-1926)
- 25 ноября 1922 — «Фуэнте овехуна (Овечий источник)» Лопе де Вега (в ролях : Лауренсия — Т. И. Чавчавадзе, Менго — А. А. Васадзе, Командор — Д. И. Чхеидзе, Фрондозо — Г. М. Давиташвили; музыка — Т. Н. Вахвахишвили),
- 2 января 1923 — «Затмение солнца в Грузии» комедия одного из первых грузинских драматургов нового времени З. Н. Антонова, в котором воссоздавались яркие реалистические картины жизни старого Тифлиса. Написанная в1852 г., пьеса в результате прочно вошла в репертуар грузинских театров (художник Сидамон Эристави; В ролях: Минасов — Абашидзе, Геурк — Н. Гоциридзе, Ненэ — Черкезишвили, Рипсимэ — Джавахишвили, Чишмаков — Васадзе, Иванэ — Зурабишвили, «Русский чиновник» — А. И. Южин),
- 1923 — обличительно-острая пьеса «Раздел» основоположника грузинской реалистической драматургии Г. Эристави,
- 1923 — «Игра интересов» испанского автора Бенавенте,
- 1923 — «Голубой паук» бельгийского автора К. Лемонье,
- 1923 — «Маскотта» Шико, Дюр,
- 1923 — «Роман» пьеса американского автора Э. Шелдона,
- 1923 — «Герой» Синга (совместно с C. Ахметели; в ролях: Пегин Майк — Т. И. Чавчавадзе, Кристи Мегон — Г. М. Давиташвили),
- 1923 — «Человек-масса» немецкого драматурга, близкого экспрессионизму Э. Толлера (совместно с М. Корели),
- 1924 — «Мещанин во дворянстве» Ж.-Б. Мольера (совместно с Корели),
- 1924 — «Герой Эрети» («Панихида по кнуту») пьеса С. Шаншиашвили о крестьянском восстании в Грузии (совместно с Ахметели),
- 1924 — «Свет» Гедеванишвили, (совместно с Ахметели, художник И.Гамрекели),
- 1924 — «Виндзорские кумушки» У.Шекспира (совместно с Ахметели; ; в ролях: мисс Педж — Т. И. Чавчавадзе),
- 1925 — «Гамлет» У.Шекспира (совместно с Ахметели, художник И.Гамрекели; Гамлет — У. Чхеидзе, Г. М. Давиташвили, Офелия — В. Анджапаридзе, Клавдий — А. А. Васадзе),
- 1925 — «Дезертирка» Азиани (совместно с Ахметели),
- 1926 — «Ламара» по Важа-Пшавела (совместно с Ахметели, художник Ладо Гудиашвили; в ролях: Миндия — Г. М. Давиташвили),
- 1926 — пантомима «Мзетамзе» (совместно с Ахметели, художник Ладо Гудиашвили).

Примечание. Большинство из спектаклей 1920—1924 оформлял художник Сидамон Эристави.

#### Постановки в Тбилисской оперной студии
- «Тайный брак» комическая опера Д.Чимарозы (либретто Дж. Бертати по комедии Д. Гаррика и Дж. Колмена-старшего),
- «Паяцы» опера Р. Леонкавалло.

#### ВГрузинском театре оперы и балета(1923-1931)
- 1923 — «Сказание о Шота Руставели» Д. И. Аракишвили;
- 19 декабря 1923 — «Даиси» премьера оперы 3. П. Палиашвили (либретто В. Гуниа по его же пьесе; дирижёр — композитор, в ролях: Малхаз — Сараджишвили, Маро — Попова, Киазо — Кржановский, Цангала — Исецкий, Тито — Туманишвили);
- 1924 — «Абесалом и Этери» опера 3. П. Палиашвили на сюжет народного сказания «Этериани»;
- 1924 — «Лоэнгрин» Р. Вагнера;
- 1924 — «Золотой петушок» Н. А. Римского-Корсакова;
- 1927 — «Динара» («Жизнь — радость») Д. И. Аракишвили;
- 1927 — «Бокаччо» оперетта австрийского композитора Ф. Зуппе;
- 1931 — «Вильгельм Телль» опера Россини (художники Нино Давидовна Церетели и С.Вирсаладзе).

#### 2-й государственный театр Грузии(1928-1933)
- 1928 — «Гоп-ля, мы живём!» немецкого драматурга, близкого экспрессионизму Э. Толлера (режиссёр Антадзе, художник Какабадзе);
- 1928 — «Святая дева» Б. Шоу (режиссёр В. Абашидзе, художник Шарлемань);
- 1928 — «Овечий источник» Лопе де Вега (режиссёр Антадзе, художник Сидамон-Эристави);
- 1928 — «В самое сердце», премьера комедии грузинского драматурга Ш. Н. Дадиани (режиссёр Леля Гогоберидзе, художник П. Г. Оцхели; в роли Квеженадзе — У. Чхеидзе);
- 1929 — «Рельсы гудят» В. М. Киршона первая советская пьеса, посвящённая героям рабочего класса, строителям первых пятилеток (режиссёр Сулиашвили, художник Ахвледиани);
- 1929 — «Уриэль Акоста» трагедия немецкого автора Карла Фердинанда Гуцков (Gutzkow) посвященная жизни голландского философа, предшественника Спинозы, направленная против подавления свободы мысли и религиозного мракобесия. Трагедия сыграла заметную роль в истории грузинского театра (режиссёр Сулиашвили, художник П. Г. Оцхели; Уриэль — У. Чхеидзе, Кобахидзе, Юдифь — В. Анджапаридзе, де Сантос — Имедашвили, Сараули, В. Годзиашвили, де Сильва -Гамбашидзе, Бен-Акиба — А. М. Жоржолиани; музыка — Т. Н. Вахвахишвили);
- 1929 — «Как это было» премьера первой пьесы К. Р. Каладзе о революции 1905 года (режиссёр Антадзе, художник Ахвледиани);
- 1929 — «Кваркваре Тутабери» комедия П. М. Какабадзе, в которой создан образ политического авантюриста, случайно оказавшегося в роли «руководителя» масс. Эта постановка принесла известность автору. (режиссёр Г. Сулиашвили, художник Д. Н. Какабадзе; в роли Кваркваре — У. Чхеидзе, в роли Гултамзе — Т. И. Чавчавадзе);
- 1929 — «Баил», комедия Чианели (режиссёр Д. Антадзе, художник Д. Н. Какабадзе, в роли Баил — Т. И. Чавчавадзе);
- 1929 — «Белые» Д. Шенгелая (режиссёр Г. Сулиашвили, художник Ахвледиани);
- 1929 — «Полночь миновала» А. Кутатели, (художник Д. Н. Какабадзе);
- 1930 — «Да, однако» Бухникашвили (режиссёр Г. Сулиашвили, художник Оцхели);
- 1930 — «Беатриче Ченчи» Шелли (режиссёр Абашидзе, художник П. Г. Оцхели, в роли Беатриче Ченчи — Т. И. Чавчавадзе);
- 1930 — «Хатидже» пьеса К. Р. Каладзе о раскрепощении женщин (режиссёр Абашидзе, художник П. Г. Оцхели; в роли Хатидже — Чавчавадзе);
- 1930 — «Хандзари» Т. Вахвахишвили (хореограф Мачавариани, художники Е. Ахвледиани и П. Г. Оцхели);
- 1930 — «Коммуна в степи», пьеса украинского автора Н.Кулиша, написанная в 1925 году и рассказывающая о современной жизни села (режиссёр Гогоберидзе, художник Абакелия; в ролях: Матрёна — Т. И. Чавчавадзе);
- 1931 — «Сказ об Арсене», народный сказ (режиссёр Сулиашвили, художник Ладо Гудиашвили);
- 1931 — «Три толстяка» инсценировка Ю. Олеши своей сказки (режиссёр Абашидзе, художник Ахвледиани);
- 1931 — «Поэма о топоре» пьеса Н.Погодина о трудовом энтузиазме коллектива рабочих (режиссёр Гогоберидзе и Сулиашвили художник П. Г. Оцхели, в ролях: Анка — С. Такайшвили, Степан — В. Годзиашвили);
- 1931 — «Хлеб», пьеса В. Киршона о классовой борьбе и социалистическом преобразовании деревни (режиссёр Абашидзе, художник Оцхели);
- 1931 — «Светите, звёзды» (другие названия «Кадры», «Светите нам, звезды») пьеса Микитенко о студентах, воспитании нового поколения советской интеллигенции (режиссёр Челидзе, художник Ахвледиани);
- 1931 — «Старый энтузиаст» Яшвили (режиссёр Челидзе, художник Ахвледиани);
- 1931 — «Дом на берегу Куры» пьеса К. Каладзе из современной постановке жизни грузинской интеллигенции (режиссёр Антадзе, художник Ахвледиани);
- 1932 — «Страх», пьеса А. Афиногенова о процессах происходящих в современную пьесе эпоху в среде старой интеллигенции (режиссёр Челидзе, художник Е. Ахвледиани), (профессор Бородин — Гамбашидзе, профессор Захаров — А. М. Жоржолиани);
- 1932 — «Отелло» У. Шекспира (Марджанишвили, режиссёр Н. Годзиашвили, художник Ахвледиани, Дездемона — В. Анджапаридзе);
- 1933 — «Затмение солнца в Грузии» комедия грузинского драматурга З. Н. Антонова, (режиссёр Антадзе, художник Ахвледиани).

#### Последние московские постановки (1931-1933)
В последние годы жизни, одновременно с работой в Грузии, Марджанишвили работал в некоторых московских театрах, поставив спектакли:
- 1931 — в бывшем театре Корша — «Строитель Сольнес» Ибсена (художник — П.Оцхели; в ролях: Сольнес — Н. Соснин; Бровик — Б. Петкер; Гильда — В. Попова);
- 1933 — в Малом театре — «Дон Карлос, инфант испанский» Ф. Шиллера (художник Арапов; Филипп — Ленин, П. Садовский, Елизавета — Белёвцева, Дон Карлос — Лепштейн, Эболи — Гоголева, Поза — Аксёнов, Ольховский);
- 1933 — в Московском театре оперетты — «Летучая мышь» Штрауса.

#### Тбилисский русский драматический театр(1932)
- 1932 — «На дне» М. Горького[5]

### Режиссёр кино
- 1916 — Любовь всесильная;
- 1924 — Буревестники;
- 1927 — Амок (Закон и долг);
- 1927 — Гоги Ратиани;
- 1927 — Мачеха Саманишвили (совместно с Закарием Беришвили);
- 1928 — Овод;
- 1929 — Трубка коммунара.

### Киносценарист
- 1924 — Буревестники;
- 1927 — Закон и долг;
- 1928 — Овод (совместно с Виктором Шкловским);
- 1929 — Трубка коммунара.

## Признание и награды
- Народный артист Грузинской ССР (1931).
- Именем Марджанишвили в 1933 году был назван 2-й Государственный драматический театр (ныне Тбилисский академический театр имени К. Марджанишвили)[6].
- Именем Марджанишвили названы площадь и улица, а также станция метро в Тбилиси.
- В честь Марджанишвили названа премия имени Котэ Марджанишвили (см. Категория:Лауреаты премии имени Котэ Марджанишвили).